# فرودگاه سپت‌ائیلس/دریاچه رپیدس
فرودگاه سپت‌ائیلس/دریاچه رپیدس (به انگلیسی: Sept-Îles/Lac Rapides Water Aerodrome) یک فرودگاه همگانی است که یک باند فرود آب دارد. این فرودگاه در کشور کانادا قرار دارد و در ارتفاع ۷۸ متری از سطح دریا واقع شده است.